# Patricia Potigny
Patricia Potigny (Montigny-le-Tilleul, 7 september 1955) is een Belgisch politica, eerst voor de MR en vervolgens voor Listes Destexhe en Chez Nous.

## Levensloop
Potigny behaalde in 1978 het diploma van licentiaat en geaggregeerde in de chemische wetenschappen aan de Université de Mons-Hainaut. Beroepshalve werd ze lerares en schooldirectrice in het secundair onderwijs.
Voor de liberale Mouvement Réformateur werd ze in 2006 verkozen tot provincieraadslid van Henegouwen, een functie die ze uitoefende tot in 2015. In september 2015 volgde ze de overleden Véronique Cornet op als lid van het Waals Parlement en van het Parlement van de Franse Gemeenschap. Ze bleef in beide parlementen zetelen tot aan de verkiezingen van mei 2019.
In maart 2019 verliet Potigny de MR en sloot ze zich aan bij de rechts-liberale Listes Destexhe, een partij van MR-dissidenten onder leiding van Alain Destexhe. Hierdoor verloor de Waalse Regering van MR en cdH, die in het Waals Parlement slechts één zetel op overschot had, haar meerderheid.  Bij de verkiezingen van mei 2019 voerde ze de Henegouwse Listes Destexhe-lijst voor de Kamer van volksvertegenwoordigers, maar ze raakte niet verkozen. In 2021 werd ze dan actief voor de extreemrechtse partij Chez Nous.
Sinds september 2023 is Patricia Potigny gemeenteraadslid van Montigny-le-Tilleul. Ze nam zitting als onafhankelijke.